# SFX (magazine)
Pour les articles homonymes, voir SFX.
SFX est un magazine mensuel britannique, publié par le groupe Future plc depuis 1995. Il traite de la science-fiction, de la fantasy et du fantastique à travers les domaines du cinéma, des séries télévisées, de la littérature, des bandes dessinées et des jeux vidéo. En 2012, environ 28 000 exemplaires du magazine sont vendus en moyenne par mois.